# マルシェ (企業)
マルシェ株式会社（英: Marche Corporation）は、日本の外食チェーンストアの1つ。炭火焼き鳥店「八剣伝」、「酔虎伝」、「居心伝」などのブランドで居酒屋を全国展開している。マルシェグループの中核企業。

## 沿革
- 1972年（昭和47年）5月 大阪市城東区で前身の丸忠興業株式会社設立。大衆飲食店（後の「酔虎伝」）経営を開始。
- 1978年（昭和53年）1月 社名を株式会社丸忠酔虎伝に変更。本社を東大阪市高井田西5-24に移転。
- 1984年（昭和59年）7月 串焼酒場「八剣伝」緑橋1号店（直営モデル店）を開店。
- 1984年（昭和59年）9月 関東地区1号店の「酔虎伝」新宿東口店を開店。
- 1986年（昭和61年）7月 江坂店（酔虎伝100号店）「チャイルドルーム」付きの郊外型モデル店開店。
- 1987年（昭和62年）5月 本社を大阪市阿倍野区阪南町2-20-14に移転。
- 1988年（昭和63年）11月 CI導入に伴い、社名を「マルシェ株式会社」に変更。
- 1991年（平成3年）10月 マルシェ株式会社、丸忠販売株式会社、丸忠食品株式会社、東京マルシェ株式会社の4社が合併。資本金1億9860万円となる。
- 1996年（平成8年）11月 日本証券業協会に株式店頭登録。
- 1999年（平成11年）12月 東京証券取引所・大阪証券取引所第2部に上場。
- 2000年（平成12年）8月 お喋り居酒屋「居心伝」の1号店として大阪市阿倍野区に西田辺店を出店。
- 2006年（平成18年）9月 東京証券取引所・大阪証券取引所第1部に上場。
- 2017年（平成29年）6月 チムニー株式会社と資本業務提携。
- 2020年（令和2年）1月 『八剣伝』店長らによる性的暴行事件発生。

## 店舗展開

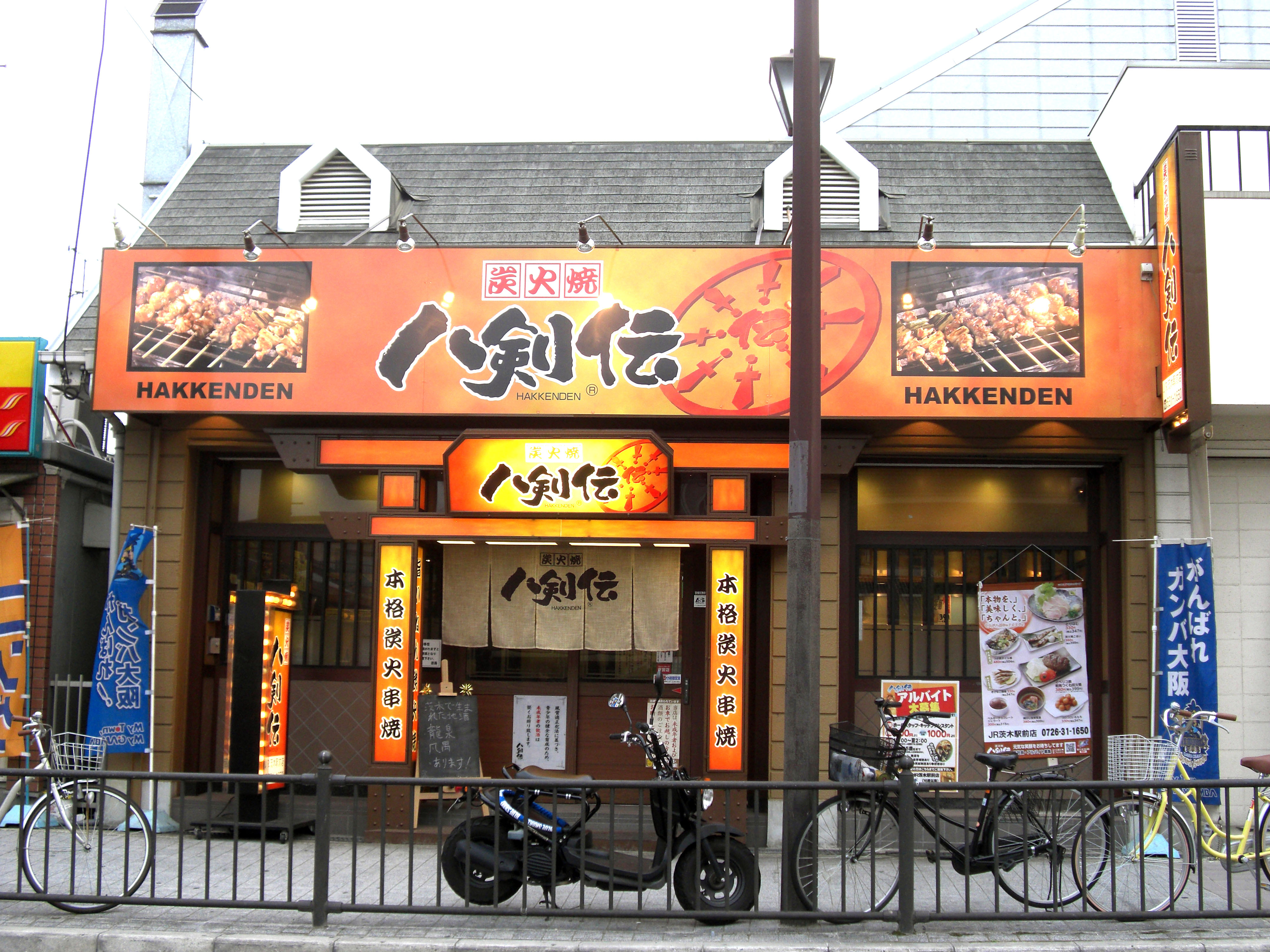
八剣伝茨木駅前店（大阪府茨木市）

### 店舗ブランド
展開している店舗ブランド。

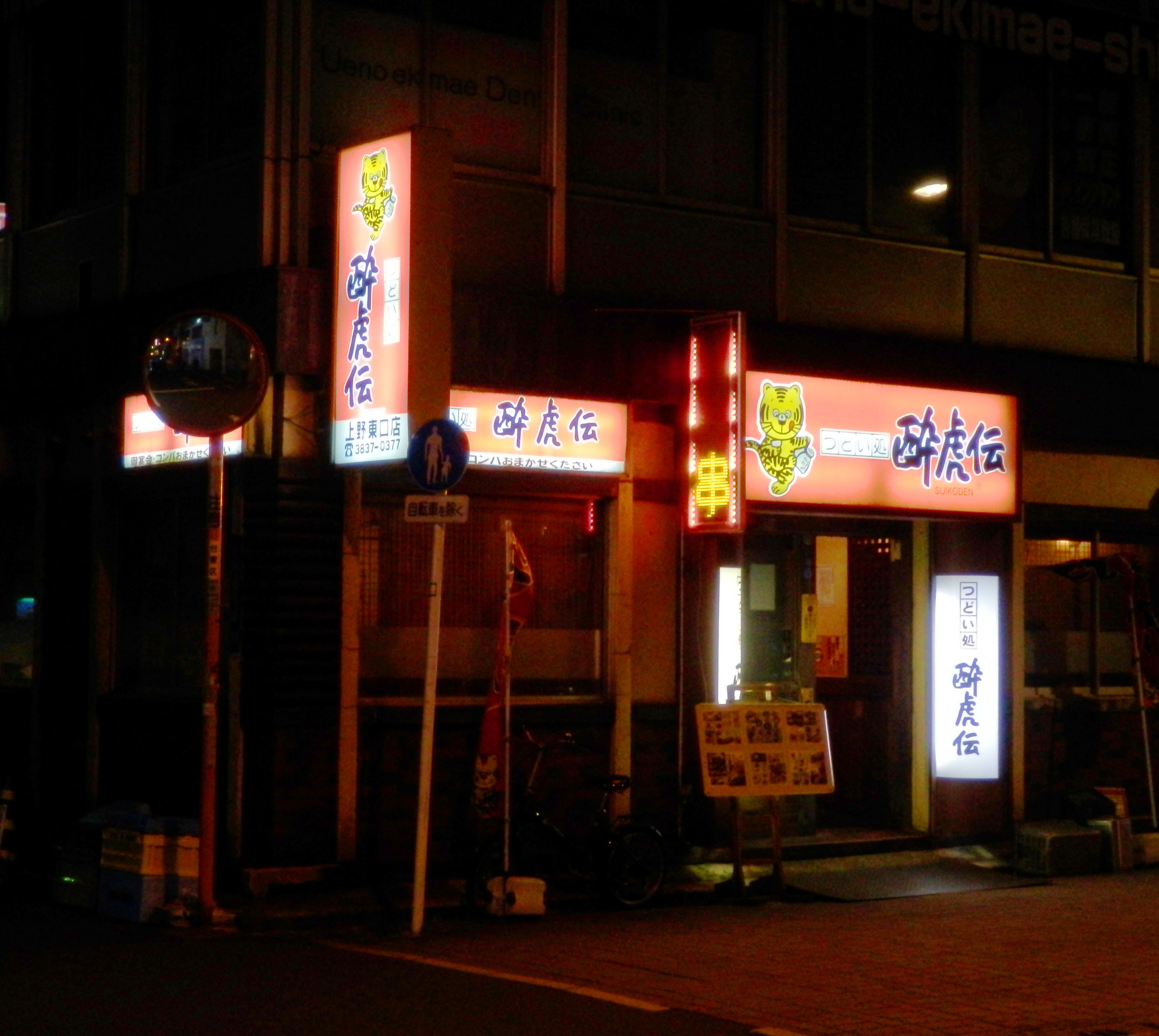
酔虎伝 上野東口店

- 酔虎伝 - マルシェグループが経営の大衆風居酒屋。トラ吉というマスコットと太鼓の設置が特徴。1970年に開店した小さな飲み屋が出発点であったが、現在は全国チェーン店、店舗数は73店（2007年3月末）と大きく成長した。値段がリーズナブルなため、若者の宴会場としてよく利用されている。季節の素材を使った和風料理やさまざまな創作料理、地酒や本格焼酎などのメニューを提供する。
- 八剣伝
- 居心伝
- 海心丸
- 八右衛門
- 串焼酒場 心八剣伝
- 串まん
- 播州ダイニングGOTTO
- おまっとう
- 楽待庵
- 焼そばセンター
- GOTTO酒場
- 餃子食堂マルケン
- ハッケン酒場
- 八剣食堂

### 店舗数
店舗数 (2020年3月31日)
- 酔虎伝:31
- 八剣伝:313
- 居心伝:32
- 串まん:7
- 餃子食堂マルケン:10
- 焼そばセンター:10
- 八右衛門:9
- その他:12

## 不祥事・事件

### 『八剣伝』店長らによる性的暴行事件
2020年7月、「八剣伝JR岸辺駅前店」の元店長とアルバイト店員の男が女性客2人を泥酔させて性的暴行を加えたとして逮捕・起訴されていたことが判明した。加害者の元従業員らは、同年1月、他の客がいなくなった後に女性客2人に酒を大量に飲ませて意識を失うなどさせ、性的暴行を加えてカメラ付き携帯電話で動画や写真を撮影していた。従業員らは事件後に退職し、同店は7月1日に閉店した。八剣伝の運営会社「マルシェ」は「被害者の方にお詫び申し上げます。再発防止を徹底します。」とホームページ上にコメントを出した。